# Petra Schmidt-Schaller
Petra Schmidt-Schaller (Magdeburgo, 28 agosto 1980) è un'attrice tedesca.

## Filmografia parziale

### Cinema
- Reine Formsache, regia di Ralf Huettner (2006)
- Ein fliehendes Pferd, regia di Rainer Kaufmann (2007)
- Almanya - La mia famiglia va in Germania (Almanya - Willkommen in Deutschland), regia di Yasemin Samdereli (2011)
- Unknown - Senza identità (Unknown), regia di Jaume Collet-Serra (2011)
- Segreti nel vicinato (Unter Nachbarn), regia di Stephan Rick (2011)
- Sommer in Orange, regia di Marcus H. Rosenmüller (2011)
- Stereo, regia di Maximilian Erlenwein (2014)
- L'ultimo viaggio (Leanders letzte Reise), regia di Nick Baker-Monteys (2017)
- Over & Out, regia di Julia Becker (2022)

### Televisione
- Nicht alle waren Mörder - film TV (2006)
- Sea Wolf - Il lupo di mare (Der Seewolf) - film TV (2008)
- Una questione di famiglia (Nein, Aus, Pfui! Ein Baby an der Leine) - film TV (2012)
- Il clan Wagner - Storia di una famiglia (Der Clan - Die Geschichte der Familie Wagner) - film TV (2013)
- Ich will Dich - film TV (2014)
- Tatort - serie TV, 7 episodi (2010-2015)
- 1989 - La Svolta (Wendezeit) - film TV (2019)
- Die Toten von Marnow - miniserie TV, 8 episodi (2021)
- The Sheikh - serie TV, 8 episodi (2022)